# Kawkasskaja gornaja obserwatorija GAISCH MGU
Das Kawkasskaja gornaja obserwatorija GAISCH MGU (russisch Кавказская горная обсерватория ГАИШ МГУ) ist eine Sternwarte des Sternberg-Institut für Astronomie (abgekürzt GAISCH) auf dem  Nordostgrat des Schatdschatmas im russischen Kaukasus in 2112 m Höhe, die im Jahr 2014 eröffnet wurde. Die Abkürzung MGU steht für die Lomonossow-Universität Moskau.
Das Hauptinstrument der Sternwarte ist ein Spiegelteleskop mit 2,5 m Durchmesser.

## Geschichte
Die russische Regierung beschloss im Januar 2006, ein 2,5-Meter-Teleskop für 14.200.000 € zu kaufen.
Ende des Jahres wurde die Lieferung mit SAGEM-REOSC, der MAVEG GmbH und der Lomonossow-Universität Moskau (MGU) vereinbart sowie die Wohn- und technischen Einrichtungen gebaut.
Im Juli 2007 wurde der Seeing-Monitor installiert, zwei Jahre darauf Teleskope für das MASTER-II-Netz.
Im August 2012 wurde die Kuppel für das 2,5 m-Teleskop errichtet und im Jahr darauf die Montierung darin installiert.
Die offizielle Eröffnung des Observatoriums erfolgte am 13. Dezember 2014 kurz nach dem first light im November.

## Instrumente

### 2,5-m-Teleskop

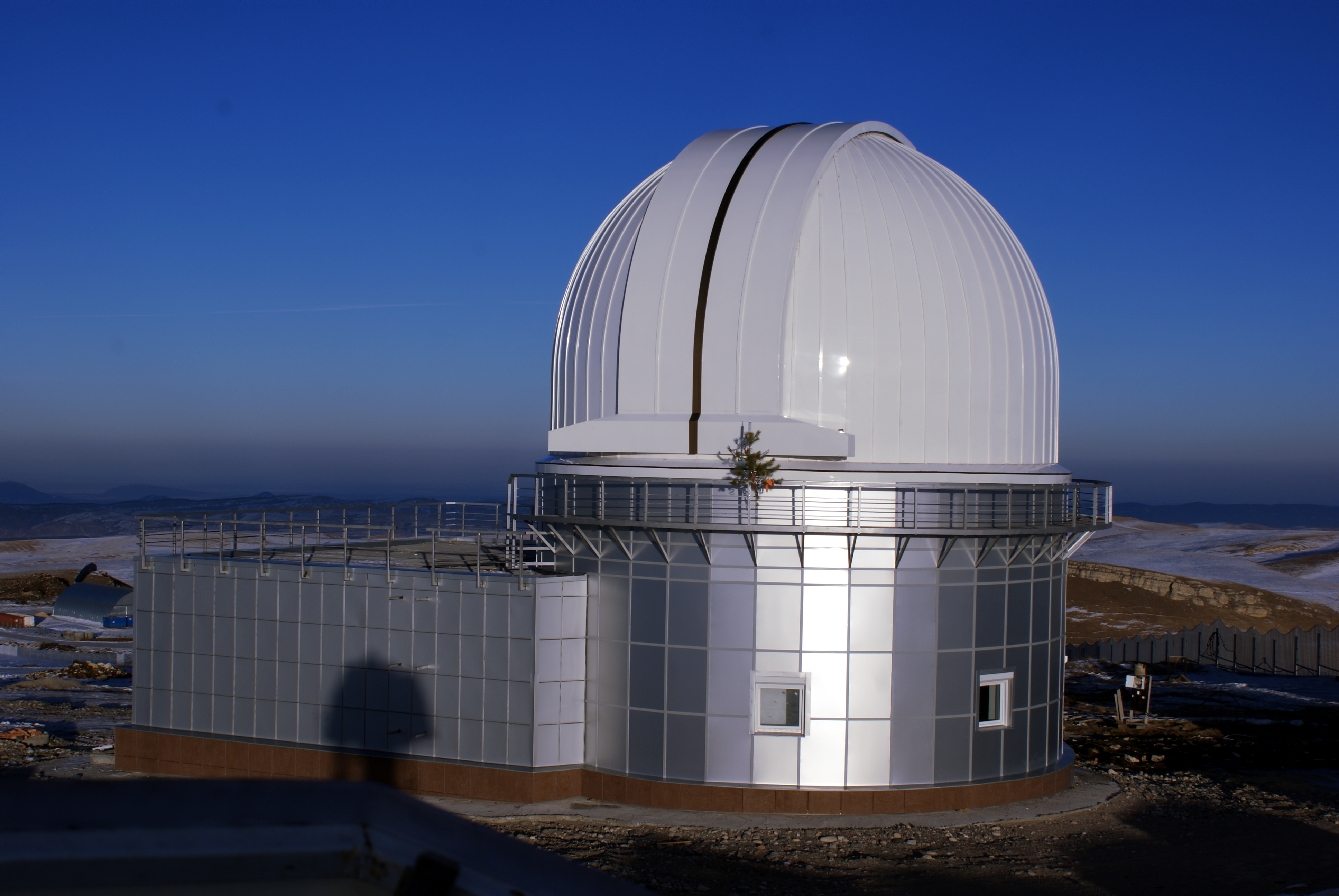
Gebäude des 2,5-m-Spiegelteleskops (2013)

Das Spiegelteleskop ist mit fünf Ports (1 Cassegrain-Fokus und 4 Nasmyth-Fokus) ausgestattet. Für diese sind folgende Instrumente geplant:
- Photometer (4k × 4k CCD-Kamera aus zwei Sensoren des Typs E2V CCD44-82, gebaut vom Niels-Bohr-Institut), ausgestattet mit UBVRI-, SDSS- und schmalbandigen Filter
- Infrarot-Kamera-Spektrometer (IR-Detektor mit einem Arbeitsfeld 1k × 1k), Filter für J, H, Ks, K, Fe, Methan und einem Grism mit einer Auflösung R ~ 1500
- EMCCD-Kamera zur Speckle-Auswertung.
- optische Spektrographen mit niedriger Auflösung
- über Lichtwellenleiter angeschlossener, hochauflösender Spektrograph.

### Seeing-Monitor
Die Aufgabe des Seeing-Monitors ist die Sammlung von Statistiken und die Beobachtungen über das Hauptteleskop zu unterstützen. Er besteht aus einem 12-Zoll-MEADE-RCX400-Teleskop, das mit einem MASS/DIMM-Instrument ausgerüstet ist und auf einer Säule etwa 5 m über dem Boden angebracht ist.

### MASTER Kislowodsk
Die ferngesteuerten Teleskope des MASTER-II-Netzes überwachen weiträumig den Himmel. Ziel der Überwachung ist die Entdeckung und Verfolgung von Gammastrahlenausbrüchen, Supernovae und ähnlichen kurzzeitigen Ereignissen, sowie die Entdeckung von Asteroiden.
- MASTER II – zwei Hamilton-Teleskope des Typs Santel 400, jeweils mit einer Apertur von 40 cm und einem Sichtfeld von 1,5°, ausgestattet mit einer CCD-Kamera. Beide Teleskope sind auf einer gemeinsamen Montierung auf einem 9 m hohen Turm installiert.[5]
- MASTER-VWF4, zwei identische, 702 m voneinander entfernte Einrichtungen mit jeweils zwei 11-Megapixel-CCD-Kameras. Diese sind mit handelsüblichen Kleinbild-Fotoobjektiven wie dem Carl Zeiss Planar T * 85 / 1.4 ZF oder dem Nikkor 50 mm versehen; das gesamte Sichtfeld erreicht dadurch bis zu 4060 deg².[6]